# All for You (Diana Krall-album)
All for You (A Dedication to The Nat King Cole Trio) från 1996 är jazzsångerskan och pianisten Diana Kralls tredje album.

## Låtlista
1. I'm an Errand Girl for Rhythm (Nat King Cole) – 2:55
2. Gee, Baby, Ain't I Good to You (Don Redman/Andy Razaf) – 4:07
3. You Call It Madness (Con Conrad /Russ Columbo/Gladys Dubois/Paul Gregory) – 4:57
4. Frim Fram Sauce (Redd Evans/Joe Ricardel) – 5:01
5. Boulevard of Broken Dreams (Harry Warren/Al Dubin) – 6:27
6. Baby Baby All the Time (Bobby Troup) – 5:56
7. Hit That Jive Jack (John Alston/Skeets Tolbert) – 4:16
8. You're Looking at Me (Bobby Troup) – 5:55
9. I'm Thru with Love (Gus Kahn/Fred Livingston/Maty Malneck) – 4:26
10. Deed I Do (Fred Rose/Walter Hirsch) – 5:52
11. A Blossom Fell (Harold Cornelius/Howard Barnes/Dominic John) – 5:15
12. If I Had You (Jimmy Campbell/Reginald Connelly/Ted Shapiro) – 4:55
13. When I Grow Too Old to Dream (Sigmund Romberg/Oscar Hammerstein II) – 4:35

## Medverkande
- Diana Krall – piano, sång
- Russell Malone – gitarr
- Paul Keller – bas
- Benny Green – piano (spår 12)
- Steve Kroon - slagverk (spår 5)